# Gabarre

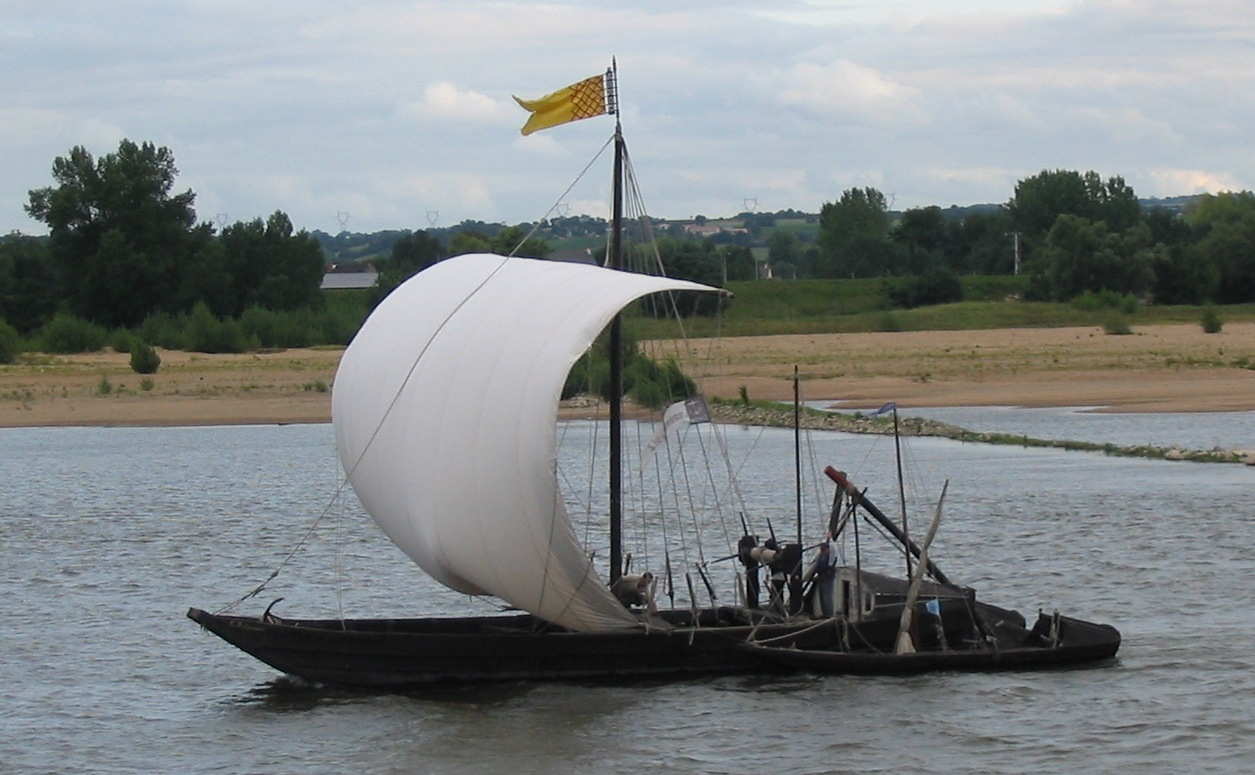
Gabarre auf der Loire

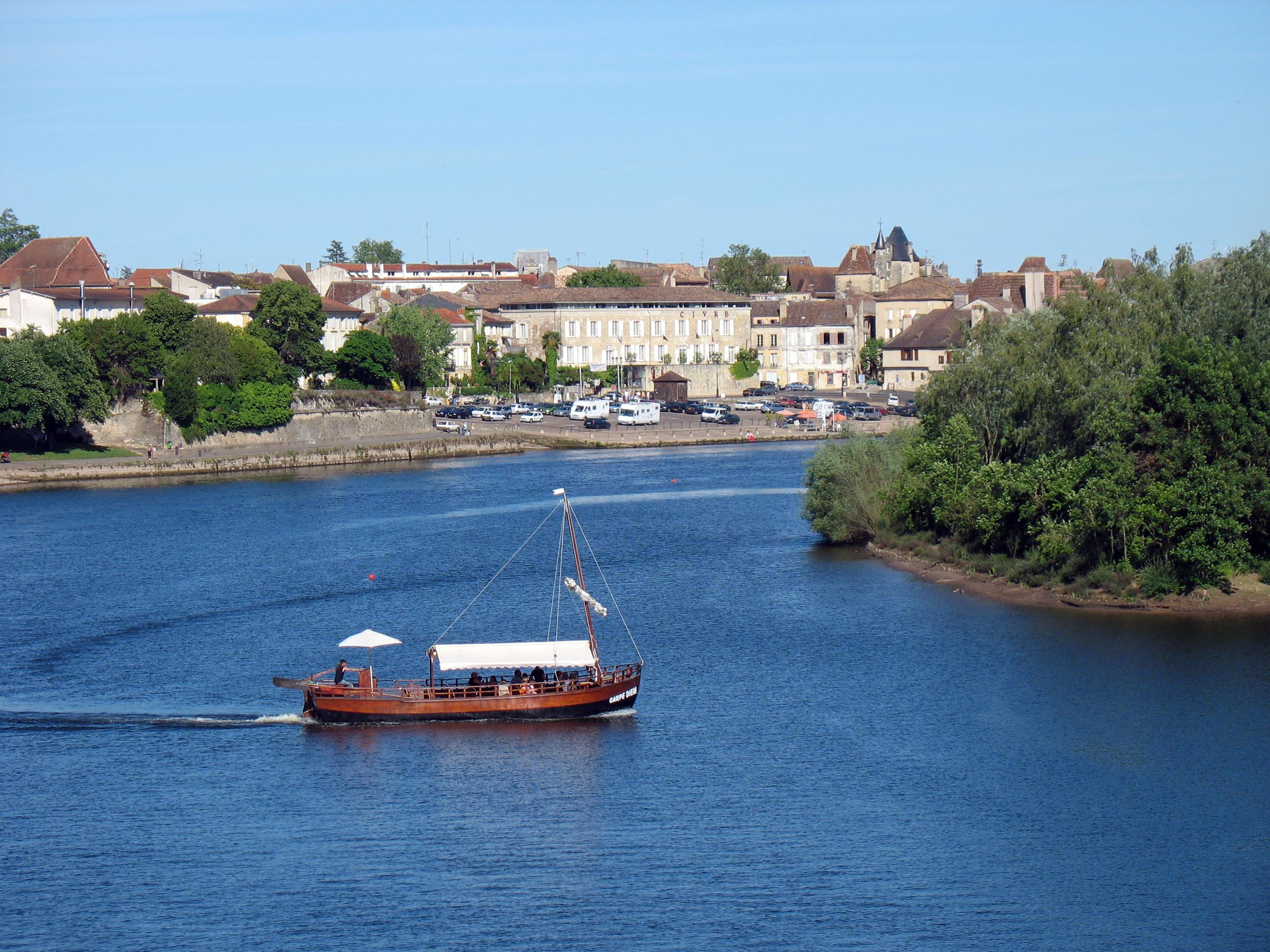
Touristen-Gabarre in Bergerac

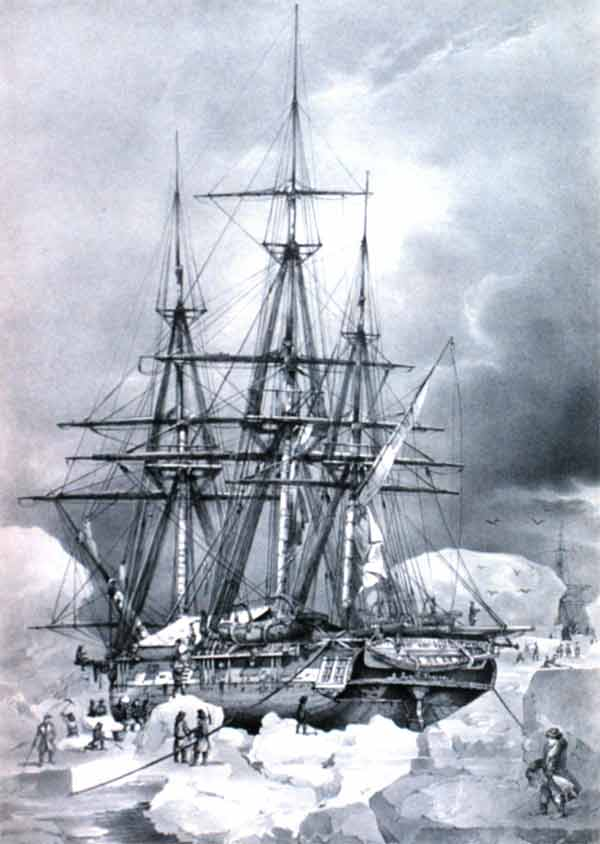
Expeditionsschiff Astrolabe

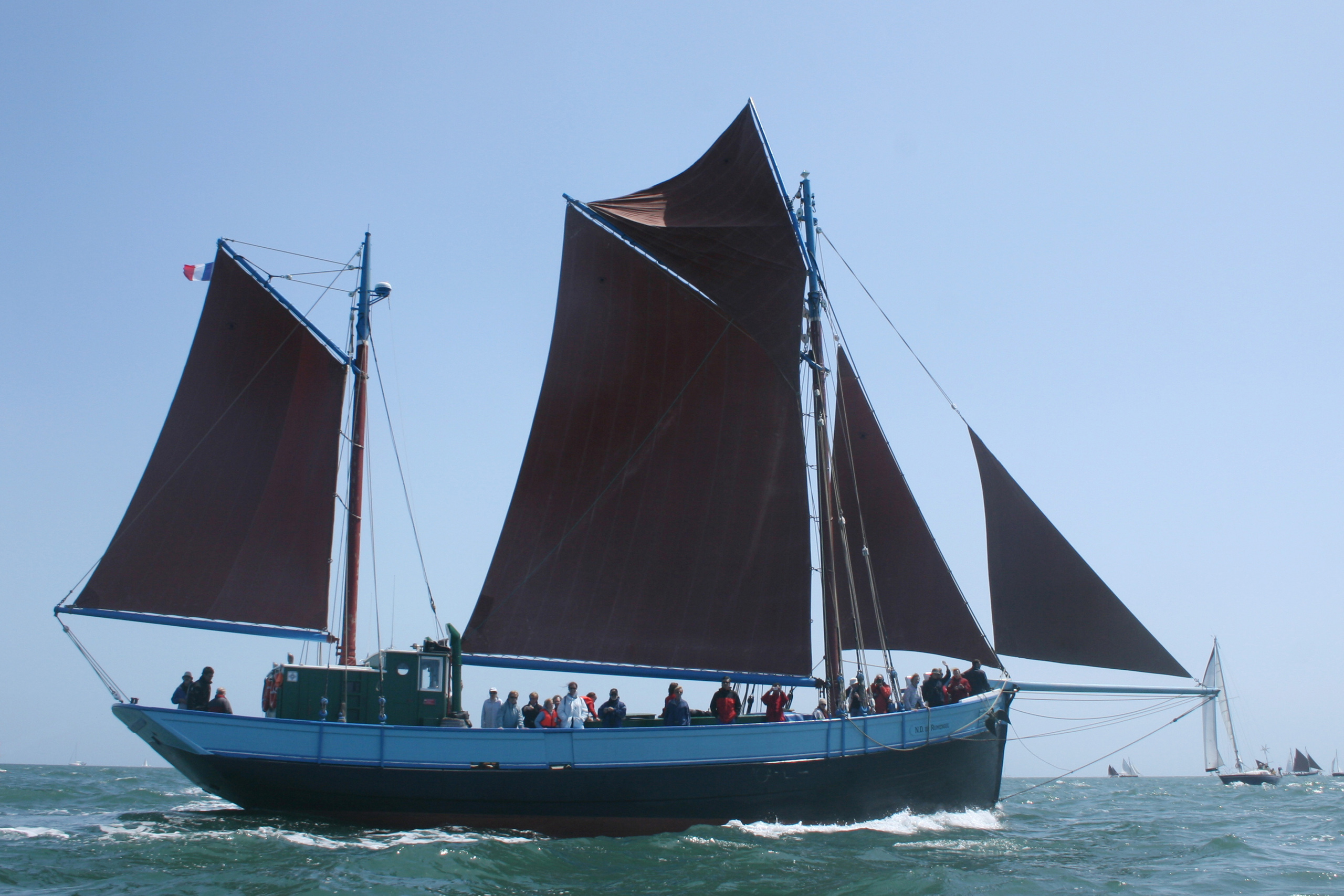
Notre Dame de Rumengol

Die Gabarre (franz. auch Gabare), (griechisch Karabos) ist eine Bootsform, die auf den westfranzösischen Flüssen Garonne, Dordogne, Charente, Sèvre Niortaise und Loire eingesetzt wurde. Daneben wurden auch Gabarren für die Seeschifffahrt gebaut.

## Konstruktion
Die Gabarre ist ein flachgehendes Boot und, abhängig vom Entstehungsort, in geklinkerter (die Planken überlappen) oder kraweeler (Planken nebeneinander, auf Stoß) Ausführung gebaut. Der Bug ist spitz zulaufend, das Heck meist als Spiegelheck ausgeführt. Die Beplankung wurde mit Holznägeln befestigt. In verschiedenen Regionen wurden zusätzliche Planken zur Freiborderhöhung aufgesetzt. Die Boote hatten einen Mast mit Rahsegel, kleinere Boote wurden auch gerudert.

## Ladung
Je nach Region wurden verschiedene Güter befördert. So an der Dordogne hauptsächlich landwirtschaftliche Erzeugnisse, an der Loire Steine, auf der Charente Wein und Cognac, an der Sèvre Metallerzeugnisse wie Kanonen und Anker und in der Auvergne Holz. Um 1850 wurden mit diesen Booten rund 60 Prozent des Warenverkehrs zwischen Bergerac und Bordeaux durchgeführt.
Heute findet man auf der Dordogne, der Charente und der Loire Nachbauten für touristische Zwecke.

## Seegehende Gabarre
Die seegehenden Gabarren konnten zwischen 120 und 450 Tonnen Ladung transportieren und hatten ein bis drei Masten. Ab 1715 wurden die Schiffe überwiegend zum Holztransport zu den königlichen Arsenalen eingesetzt. Teilweise waren sie auch mit 10 bis 20 Kanonen bewaffnet.
Wegen ihrer Robustheit und guten Seeeigenschaften wurden sie im 18. und 19. Jahrhundert auch als Expeditionsschiffe eingesetzt. Louis Aleno de Saint-Aloüarn (1738–1772) entdeckte mit der Gabarre Gros Ventre die Crozetinseln, Jules Dumont d’Urville umrundete zwischen 1825 und 1829 mit der Astrolabe die Erde.
Ein Nachbau von 1945 ist die Notre Dame de Rumengol, die 1990 in die Liste der Historischen Monumente in Frankreich aufgenommen wurde.